# Gottesheim
Gottesheim je občina v departmaju Bas-Rhin francoske regije Alzacija.
Leta 1990 je v občini živelo 287 oseb oz. 56 oseb/km².